# Azurina eupalama
Azurina eupalama là một loài cá biển thuộc chi Azurina trong họ Cá thia. Loài này được mô tả lần đầu tiên vào năm 1903.

## Từ nguyên
Không rõ hàm ý của từ định danh, có lẽ được ghép từ 2 âm tiết trong tiếng Latinh: eu ("rất, lắm") và palamus ("như cây cột"), đề cập đến phần cơ thể thon dài của loài này.

## Phạm vi phân bố và môi trường sống
A. eupalama là loài đặc hữu của quần đảo Galápagos (Ecuador), sinh sống gần những rạn đá ngầm ở độ sâu khoảng 5–30 m. Kể từ sau sự kiện El Niño năm 1982–1983, A. eupalama đã không còn được nhìn thấy nữa. Quần thể A. eupalama có thể vẫn tồn tại đâu đó ở các đảo ngoài khơi Peru, nơi có điều kiện thích hợp. Vì vậy, A. eupalama được xếp vào danh sách Loài rất nguy cấp.

## Mô tả
Chiều dài cơ thể tối đa được ghi nhận ở A. eupalama là 15 cm. Loài cá này có màu bạc, trắng hơn ở vùng dưới đầu và bụng, cũng như vây bụng và vây hậu môn. Gốc vây ngực có đốm đen. Vây lưng màu xám sẫm. Đuôi lõm sâu, thùy đuôi có các vệt đen.
Số gai ở vây lưng: 13; Số tia vây ở vây lưng: 10–11; Số gai ở vây hậu môn: 2; Số tia vây ở vây hậu môn: 11–12; Số gai ở vây bụng: 1; Số tia vây ở vây bụng: 5; Số tia vây ở vây ngực: 17–18; Số vảy đường bên: 29–31.

## Sinh thái học
Thức ăn của A. eupalama chủ yếu là các sinh vật phù du. Chúng thường bơi thành đàn lớn, thường hợp vào đàn của Azurina atrilobata. Cá đực có tập tính bảo vệ và chăm sóc trứng.